# Boeing B-17 Flying Fortress
El Boeing B-17 va ser un bombarder estratègic utilitzat per les forces armades dels Estats Units d'Amèrica i d'altres països aliats durant la Segona Guerra Mundial. El B-17 va ser àmpliament utilitzat per l'USAAF en les missions de bombardeig diürn contra Alemanya.

## Desenvolupament

### Orígens
El 8 d'agost de 1934, l'Exèrcit dels Estats Units d'Amèrica (USAAC) va fer pública una proposta d'un bombarder multi-motor per substituir el Martin B-10. L'Air Corps buscava un bombarder capaç de reforçar les bases llunyanes de Hawaii, Panamà i Alaska. Es requeria que el disseny fos capaç de transportar una "càrrega útil de bombes" a una altura de 10.000 peus (3.048 m) amb una autonomia de 10 hores de vol. A més calia una velocitat punta almenys 200 milles/h (322 km/h). També volien, però no exigien, un abast de 2.000 milles (uns 3.200 km) i una velocitat punta de 250 milles/h (402 km/h).
Es presentaren tres models: el prototip del B-17 de Boeing, el Douglas DB-1 i el Martin Model 146. L'avaluació comparativa es va realitzar a l'aeròdrom de Wright Field a Dayton, Ohio.
El prototip del B-17, anomenat Model 299, va ser dissenyat per un equip d'enginyers lideratper E. Gifford Emery i Edward Curtis Wells i es va finançar amb recursos propis de Boeing. Combinava elements del bombarder experimental XB-15 i l'avió de transport Boeing 247. L'armament del B-17's consistia en 4.800 lliures de bombes (2.180 kg) en dues fileres disposades darrere la cabina de vol. Inicialment l'armament defensiu estava format per 5 metralladores de calibre 7,62 mm (0,30 polzades). La planta motriu estava formada per 4 motors radials Pratt & Whitney R-1690 "Hornet" cadascun produint 750 CV a 7000 peus.

## Especificacions (B-17G)
Dades de The Encyclopedia of World Aircraft
Característiques generals
- Tripulació: 10:Pilot, copilot, navegador, bombarder/artiller de proa, enginyer de vol/artiller de la torreta superior, operador de ràdio, 2 artillers laterals, artiller de la torreta ventral i artiller de cua.
- Longitud: 22,66 m
- Envergadura: 31,62 m
- Alçada: 5,82 m
- Superfície de l'ala 131,92 m²
- Perfil: NACA 0018 / NACA 0010
- Relació d'aspecte: 7,57
- Pes buit: 16.391 kg
- Pes carregat: 24.500 kg
- Pes màxim d'enlairament: 29.700 kg
- Motors: 4×  motor radial amb turbo Wright R-1820-97 "Cyclone", 1.200 CV   cada un

 Rendiment 
- Velocitat màxima: 249 nusos(462 km/h)
- Velocitat de creuer: 158 nusos (293 km/h)
- Abast: 1.738 milles nàutiques, 3,219 km  amb 2.700 kg de bombes
- Sostre de servei: 10.850 m
- Ràtio d'ascens: 4,6 m/s
- Càrrega alar: 185,7 kg/m²
- Potència/pes: 150 W/kg

Armament

- Metralladores: 13 metralladores de calibre 12,7 mm M2 Browning en 8 torretes: frontal, ventral, dorsal, dorsal posterior, de cua i 2 laterals
- Bombes: 

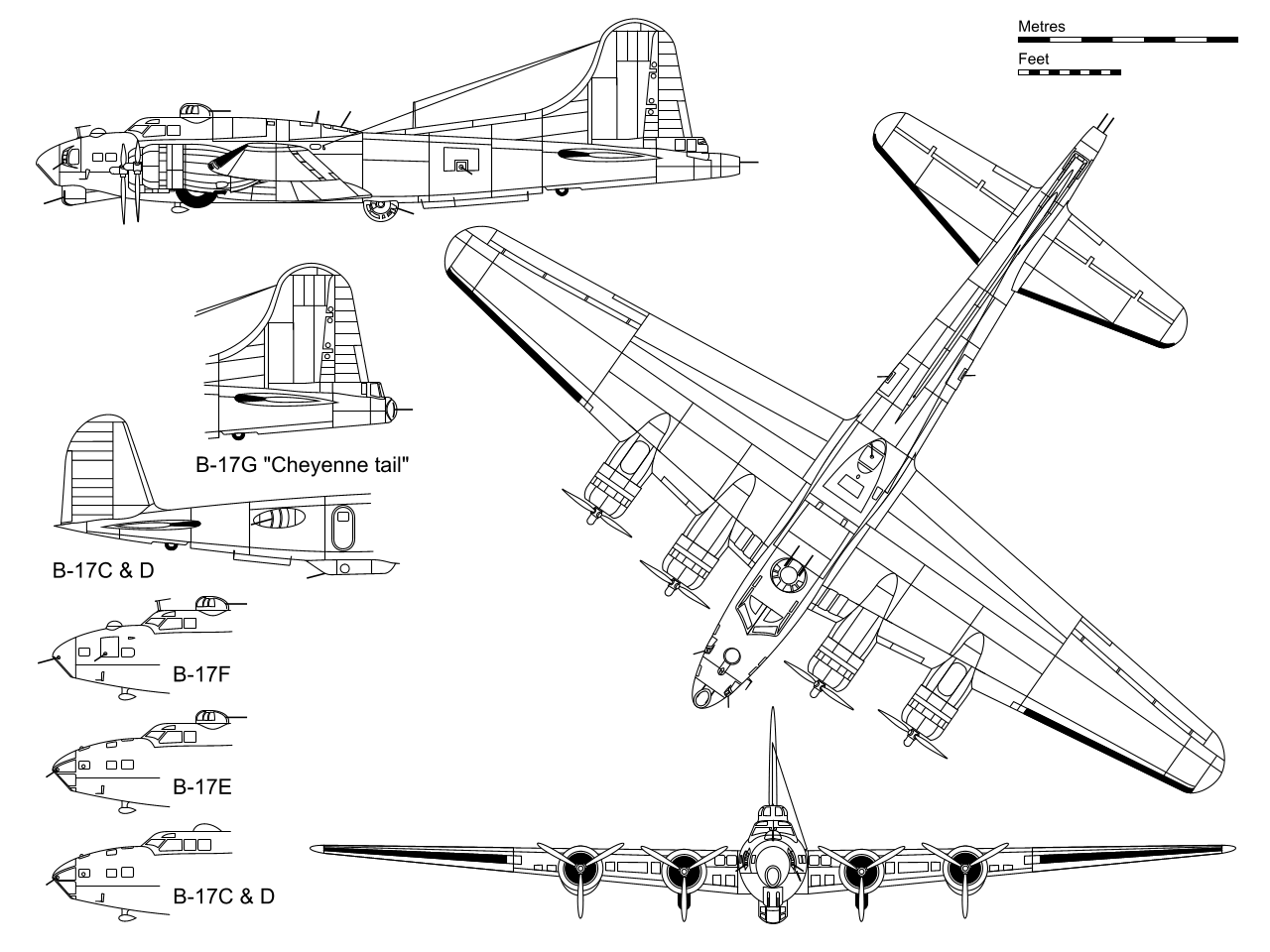
Vistes d'una projecció del B-17G

  - Missions de curt abast (<640 km): 3.600 kg
  - Missions de llarg abast (≈1.290 km): 2.000 kg
  - Càrrega màxima: 7.800 kg

## Vídeo
- B-17 Flying Fortress Bombing Mission a military.com